# Un été pourri

Un été pourri (The Mean Season) est un film américain de Phillip Borsos sorti en 1985.

## Synopsis
Malcolm Anderson, talentueux journaliste au Miami Herald, lassé de traiter les faits divers, s'apprête à quitter la ville pour suivre sa petite amie Christine Connelly dans le Colorado. Il se voit confier un dernier événement à couvrir, le meurtre d'une jeune femme. Peu de temps après la publication de son article, un homme l'appelle prétendant être l'auteur du meurtre et lui annonce qu'il y aura d'autres meurtres. Les appels continuent ainsi que les meurtres…

## Fiche technique
- Titre (France) : Un été pourri
- Titre original : The Mean Season
- Réalisation : Phillip Borsos
- Scénario : Leon Piedmont, d'après le roman In the Heat of the Summer de John Katzenbach paru en 1982
- Photographie : Frank Tidy
- Musique : Lalo Schifrin
- Montage : Duwayne Dunham
- Décors : Philip Jefferies
- Costumes : Julie Weiss
- Son : Bill Nelson
- Production : David Foster et Lawrence Turman
- Durée : 103 minutes
- Pays :  États-Unis
- Date de sortie :
  - États-Unis : 15 février 1985
  - France 24 juillet 1985

## Distribution
Sauf indication contraire, les informations mentionnées dans cette section peuvent être confirmées par la base de données cinématographiques IMDb,  présente dans la section « Liens externes ».
- Kurt Russell (VF : Hervé Bellon) : Malcolm Anderson
- Mariel Hemingway (VF : Maïk Darah) : Christine Connelly
- Richard Jordan (VF : Marc de Georgi) : Alan Delour
- Richard Masur (VF : Jacques Frantz) : Bill Nolan
- Richard Bradford (VF : Marc Cassot) : Phil Wilson
- Joe Pantoliano (VF : Philippe Peythieu) : Andy Porter
- Andy Garcia (VF : Vincent Violette) : Ray Martinez
- Rose Portillo : Kathy Vasquez
- William Smith (VF : Max André) : Albert O'Shaughnessy
- Lee Sandman (VF : Georges Atlas) : Harold Jacoby
- Dan Fitzgerald (VF : William Sabatier) : Carl Mason
- Cynthia Caquelin (VF : Marion Loran) : Ruth Lowenstein
- Fred Ornstein : Warren Phillips
- Fritz Bronner : Peter Peterson
- Fred Buch (VF : Jean Berger) : John Burrows

 Source et légende : version française (VF) sur RS Doublage et selon le carton du doublage français sur le DVD zone 2.